# مايك هيل (سياسي أمريكي)
مايك هيل (بالإنجليزية: Mike Hill)‏ هو سياسي أمريكي، ولد في 2 يونيو 1958 في الولايات المتحدة. حزبياً، نشط في الحزب الجمهوري. وقد انتخب عضو مجلس نواب فلوريدا.